# Lamus plebański w Knyszynie
Lamus plebański w Knyszynie – zabytkowy lamus w Knyszynie przy plebanii Kościoła św. Jana Apostoła i Ewangelisty.

## Historia
Został zbudowany w 1818 roku z drewna na planie prostokąta. Ocalał od zniszczeń wojennych. Został wyremontowany w 1953 roku. Podczas remontu naprawiono belki podcieni, wymieniono zmurszałe fragmenty ścian, wzmocniono gont i konstrukcję dachu. Podczas kolejnego remontu w 1996 roku naprawiono ściany i ponownie wymieniono gont na dachu. 22 stycznia 1953 został wpisany do rejestru zabytków.

## Zabytek zadbany
W 2020 roku w ramach kolejnej edycji konkursu Zabytek zadbany Lamus został laureatem w kategorii Architektura i budownictwo drewniane. W 2017 roku budynek został przesunięty bliżej ul. Kościelnej. Równocześnie został wymieniony gont oraz zniszczone belki.